# 陳紽
陳紽（？年—？年），字伯晃，福建省福州府閩縣人，宣統三年進士。

## 生平
- 光緒三十三年（1907年）春，入學北洋大學堂工科土木工學門乙班生[2]，宣統二年畢業。
- 宣統三年三月，學部會考北洋大學堂畢業學生，得71.12分，列優等[3]。
- 宣統三年七月二十二日，因丁憂補行引見，賞給進士出身，改翰林院庶吉士[4]。
- 民國二年因其胞兄陳繩被害，將其伯父前郵傳部尚書陳璧告訴。為民初轟動一時之大案[5]。